# We heart it

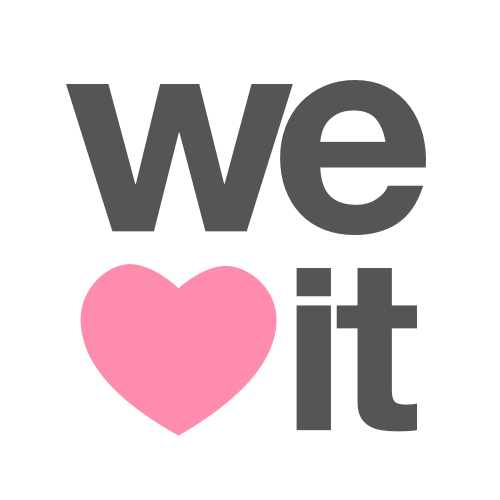
Logo utilitzat fins al desembre de 2016

We heart it és una xarxa social que ofereix imatges inspiradores als seus usuaris. We heart it es descriu a si mateix com a “una espai per a la teva imaginació” i un lloc on “organitzar i compartir les coses que més t’agraden”.  Els usuaris de la plataforma poden recol·lectar (o donar “heart”) a les seves fotografies preferides, organitzar-les en col·leccions i compartir-les amb amics. Pot accedir-s'hi a través de la web o de l'app mòbil, disponible per iOS i Android.

## Història
We heart it va ser fundada l'any 2008 pel brasiler Fabio Giolito. Va començar la web com una eina per a ell i els seus amics, i a partir d'aquí el concepte va anar creixent. A mesura que aquest creixia, Fabio va demanar ajuda al cofundador Bruno Zanchet, encarregat de la infraestructura. Els dos van començar aquest negoci que va crear la seva seu a San Francisco, California, l'any 2011.

## Negoci
We heart it va començar l'any 2011 amb un total de 25 treballadors.
El juny del 2013, el negoci ja havia guanyat 8 milions de dòlars i es trobava a la sèrie A del White Oak i IDG Ventures.
El febrer de 2014, la plataforma es trobava en el lloc 754 del rànquing de trafic global d'Alexa, i tres mesos després, va aparèixer la versió mòbil.
Al llarg del 2016 va formar una coalició amb  Popular TV, The BLu Market i Kevin Jonas, amb l'objectiu d'atraure a més usuaris.

## Característiques
We heart it es una plataforma visual que suporta imatges, GIFs i vídeos.
Ofereix també els icones i botons de compartir per aquells usuaris que vulguin incorporar imatges de la plataforma a la seva pàgina web o blog.
We heart it és conegut per la seva comunitat tan positiva. Com que no hi ha cap espai per comentar les publicacions, els usuaris se senten més segurs, ja que no poden rebre una resposta negativa  i per tant el contingut de la web creix ràpidament que en d'altres xarxes socials.
El desembre de 2015 va sorgir la unió amb la app Easel. Amb aquesta, els usuaris poden crear les seves pròpies imatges amb frases i filtres i compartir-les tan a We heart it com a altres xarxes socials.
A finals d'agost del 2017, la web va habilitar-se perquè els usuaris poguessin ser encara més creatius i penjar-hi poemes, receptes i opinions.

## Dades estadístiques
El desembre de 2013, We Heart it tenia 25 milions d'usuaris, dels quals 4 de cada 5 eren menors de 24 anys i un 70% era femení.
De mitjana cada usuari s'hi està de mitjana 16.5 minuts cada vegada que l'utilitza, i hi accedeix unes 25 vegades cada mes.
The Huffington Post va anunciar que la web era un dels 10 llocs d'internet que provocaven més felicitat als seus usuaris. Va ser escollida també com a la Google Play’s best app el 2013 i el 2015.